# José María Marxuach Echavarría
José María Marxuach Echavarría (Aguadilla, Puerto Rico, 16 de abril de 1848 - 1910) fue un médico y político puertorriqueño, dos veces alcalde de la ciudad de San Juan de Puerto Rico. Primero bajo la administración española y después bajo la administración colonial de los Estados Unidos.

## Biografía

### Años tempranos
José María Marxuach Echavarría, nacido "José Monserrate Marxuach Echavarría" nació a Aguadilla, Puerto Rico. Sus padres eran Francisco Marxuach Ferrer (hijo de Juan Marxuach Prat y Francisca Ferrer, de Mataró, Cataluña) y Beatriz Amalia Echavarría Conti. Su madre era la nieta del Coronel Rafael Conti y Flores, conocido por su defensa de Aguadilla durante la invasión británica de 1797, y gran-nieta del Coronel Francisco Torralbo y Robles, gobernador de Puerto Rico de 1794 a 1798.
Siguiendo los pasos de su tío materno, José Rafael Echavarría Cuente, José María Marxuach Echavarría viajó a España para estudiar medicina en la Universidad de Zaragoza, donde se licenció el 1871 en medicina y cirugía. Una vez vuelto a Puerto Rico, trabajó como médico de cabecera en varias ciudades de la isla, incluyendo San Juan .El 1881 fue designado Presidente de la Subdelegación de Ciencias Médicas y Quirúrgicas de Puerto Rico.

### Carrera política
El 1897, mientras ocupaba el lugar de primer Teniente de Alcalde de San Juan, fue seleccionado por el ocupar el lugar interino de Alcalde. Durante su administración fueron mejoradas las calles de peatones y el alcantarillado de San Juan, así como el nivel general de limpieza de la ciudad. También se hizo la demolición de un tramo de las antiguas murallas del presidio de la ciudad.
El 1898, a mitad de la invasión de los EE. UU., Marxuach Echavarría asistió el Dr. Cayetano Coll y Toste (entonces Vicepresidente de Cruz Roja de Puerto Rico) durante la lucha que se produjo dentro de San Juan. El año siguiente, el General George W. Davis, gobernador militar americano de Puerto Rico, permitió las primeras elecciones municipales desde la invasión de EE. UU. El Partido Republicano de Puerto Rico ganó en San Juan y Manuel Egozcue Cintrón se convirtió en el alcalde. Marxuach Echavarría obtuvo un asiento en el Consejo Municipal.
El 1900, Marxuach Echavarría fue elegido Alcalde-Presidente. La oficina dual, creada en 1878 por unas reformas españolas, combinaba los deberes ejecutivos de un alcalde municipal con las oficinas de un presidente de ayuntamiento. Marxuach Echavarría murió el 1910.

### Miembros de la familia
Marxuach Echavarría se casó con Josefina Plumey Irizarry (hija de Juan Bautista Plumey y Petronila Irizarry) el 1873. Tuvieron dos hijas, Teresa (madre del locutor de radio Teófilo Villavicencio) y Amalia; así como dos hijos, Lt. Col. Teófilo Marxuach y Acisclo Marxuach Plumey (n. 1892). Acisclo fue cónsul honorario de España el 1935 y ostentó el título de segundo Maestro Magnífico de la Orden de Juan Bautista de Puerto Rico.
Marxuach Echavarría era también el abuelo del Coronel Gilberto José Marxuach, conocido como "El Padre de la defensa civil de San Juan".